# Lučenec
Lučenec (in ungherese: Losonc; in tedesco: Lizenz) è una città della Slovacchia, capoluogo dell'omonimo distretto nella regione di Banská Bystrica. 
Lučenec è il centro economico della parte slovacca dell'antico comitato di Novohrad, che include anche i distretti di Rimavská Sobota, Poltár e Veľký Krtíš.

## Storia
Lučenec e i territori circondanti furono abitati sin dall'Età della pietra. Gli slavi si stabilirono nell'area dal VI e VII secolo come primi abitanti permanenti e gli ungheresi si unirono a loro nel X secolo.
La prima documentazione scritta indiretta riguardo a Lučenec risale al 1128, quando Lamberto costruì una cappella in onore della Vergine Maria. La prima documentazione diretta risale invece al 1247, con il nome di Luchunch, ma fino alla prima metà del XV secolo fu solo un villaggio, situato al di fuori delle principali vie di commercio. Nel 1442 Lučenec fu conquistata dalle truppe ussite di Jan Jiskra e nel 1451 si svolse la Battaglia di Lučenec, tra le truppe di Ján Huňady e quelle di Jan Jiskra, che fu vincitore.
Dopo la caduta del castello di Fiľakovo nel 1554, Lučenec cadde sotto il controllo degli ottomani e dei loro vassalli fino al 1593. La città fu incendiata diverse volte fino alla metà del XIX secolo, quando durante le Rivoluzioni del 1848-1849 fu occupata dalle truppe imperiali russe.
La città fu sottoposta a modernizzazione del XIX e XX secolo, con la costruzione di nuove industrie, linee del telegrafo e linee ferroviarie che la collegavano con Budapest e Žilina. Dopo la prima guerra mondiale, per effetto del Trattato del Trianon, Lučenec divenne parte della Cecoslovacchia e, per un breve periodo nel 1919, della repubblica socialista slovacca. Nel 1938 Lučenec fu annessa all'Ungheria per effetto del Primo Arbitrato di Vienna, e fu restituita alla Cecoslovacchia solo nel 1944.
Lučenec possiede una grande sinagoga abbandonata, costruita nel 1924 per la numerosa popolazione ebrea esistente nella città prima della seconda guerra mondiale.

## Società

### Etnie e minoranze straniere
Dal censimento del 2001:
- Slovacchi (81,63%)
- Ungheresi (13,11%)
- Rom (2,32%)

## Nuclei abitati
Lučenec è divisa in 3 nuclei abitati:
- Lučenec
- Opatová
- Malá Ves

## Galleria d'immagini

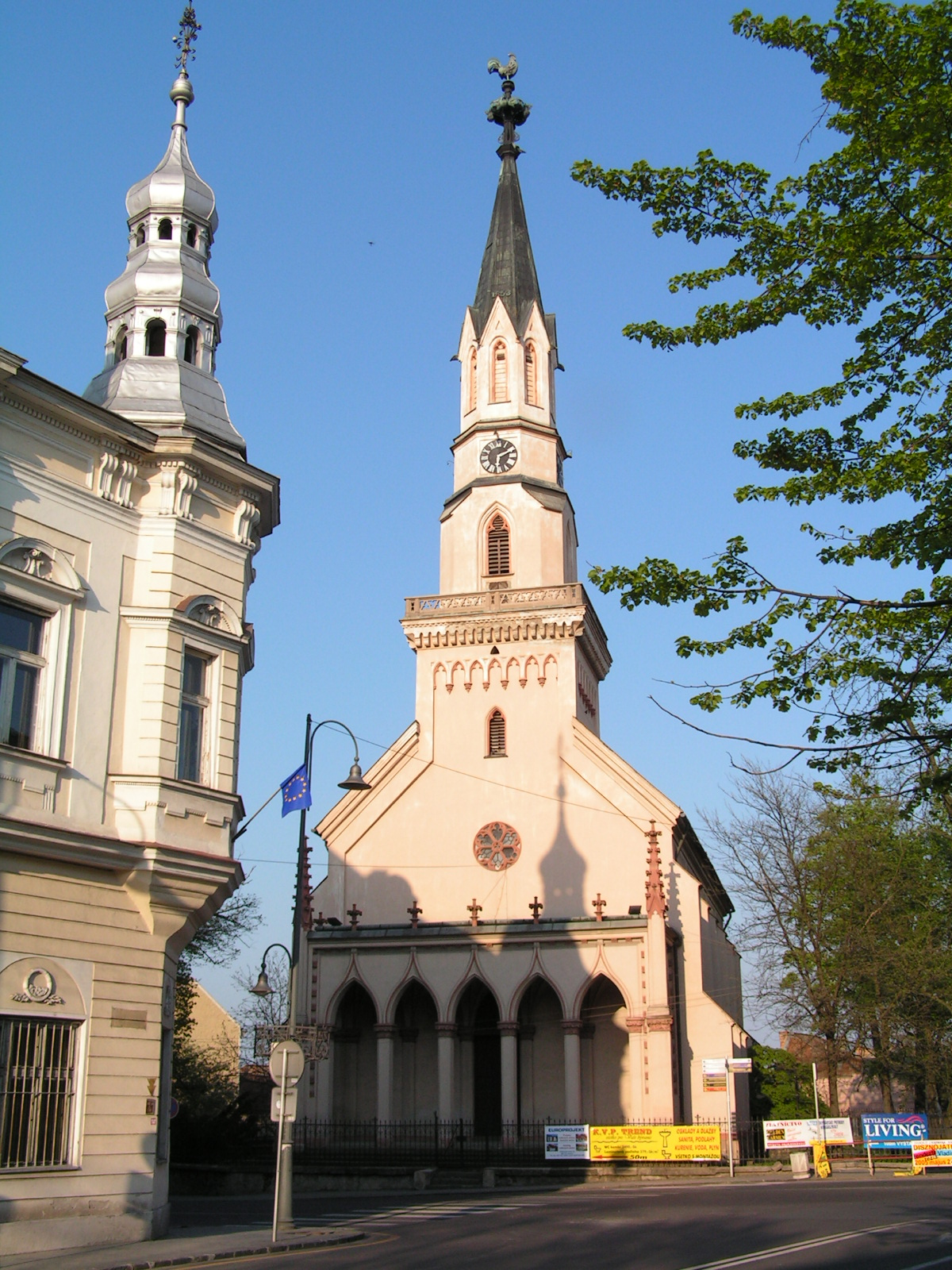
La chiesa riformata, costruita nel 1853
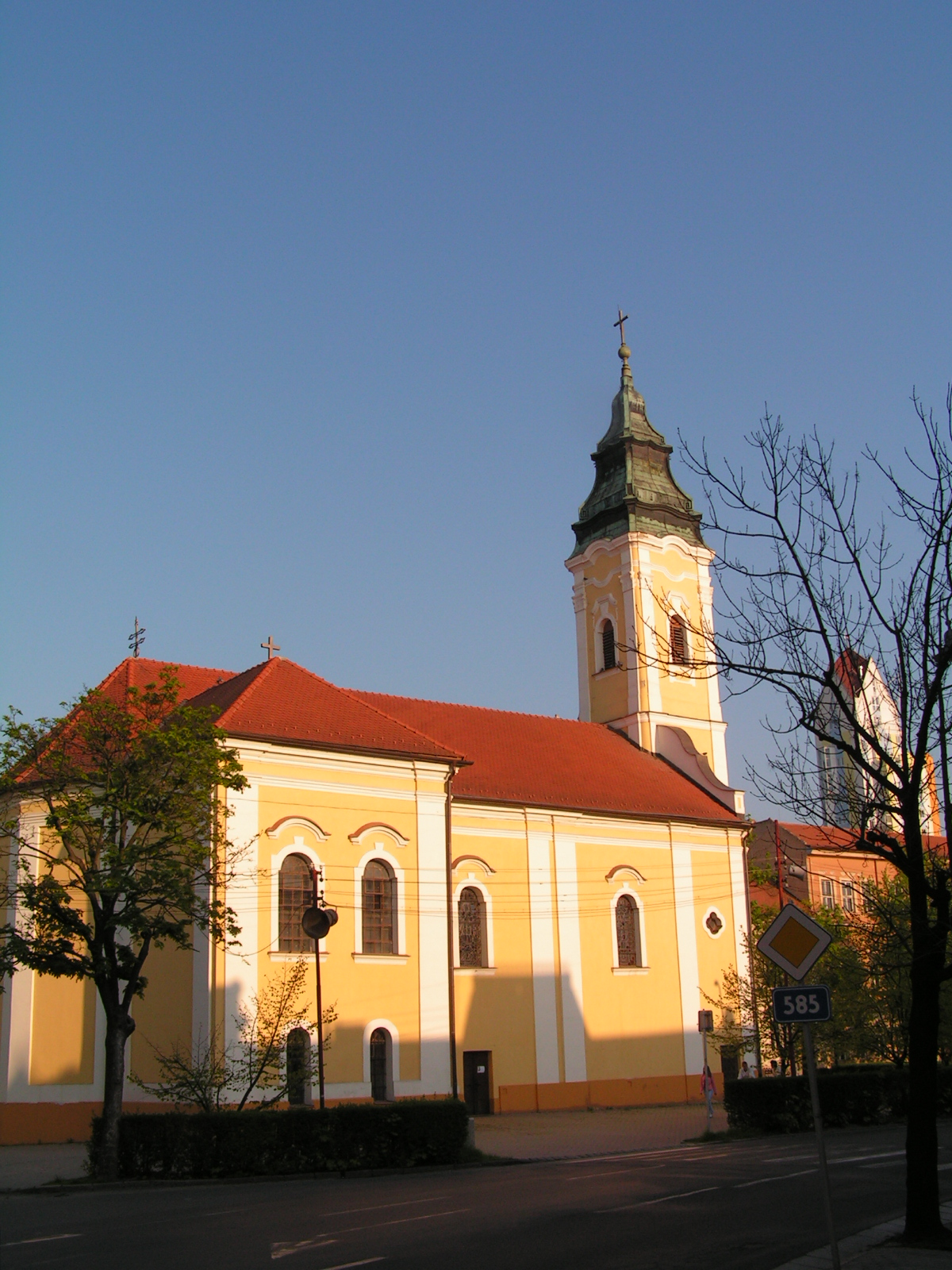
La chiesa cattolica
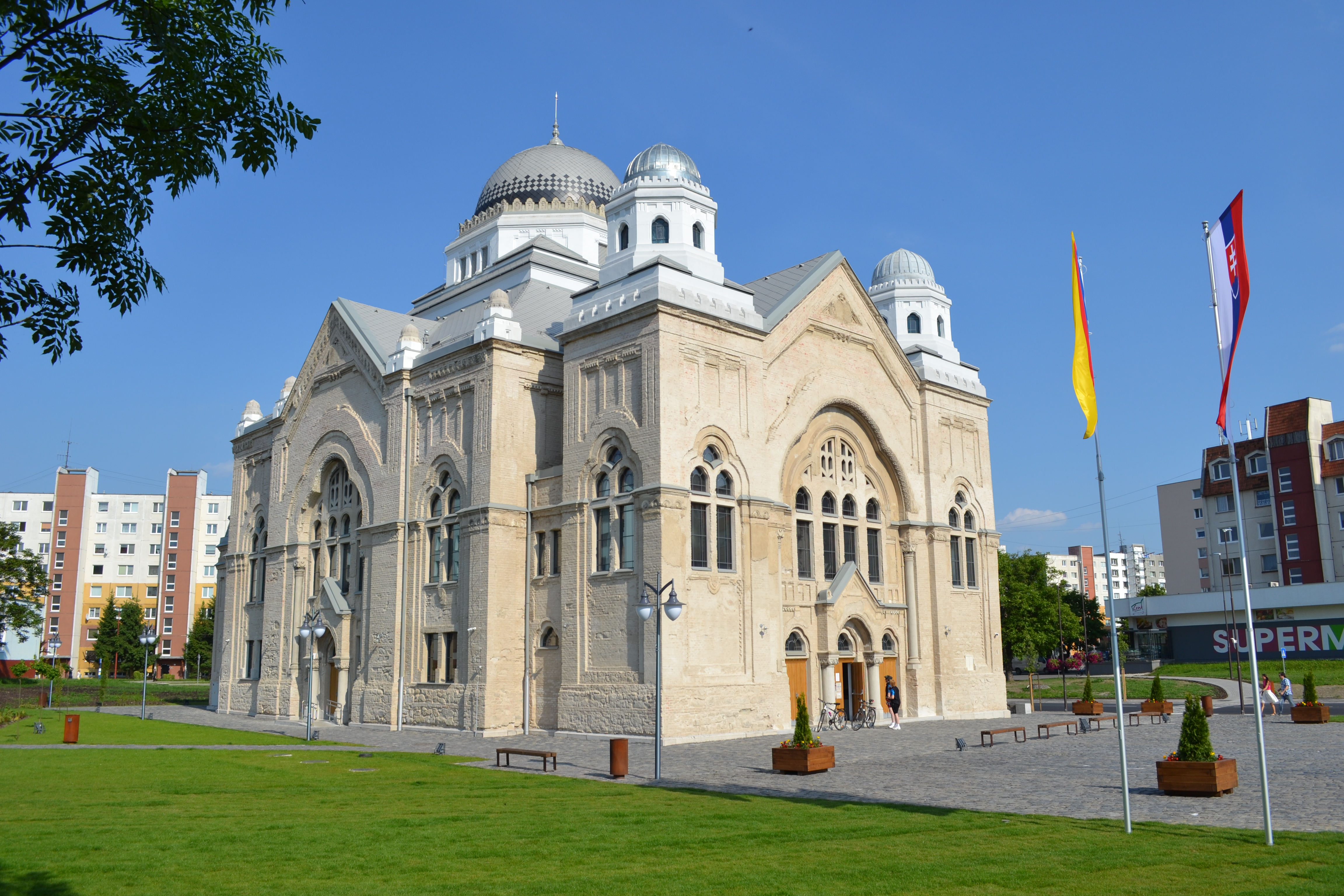
Sinagoga a Lučenec
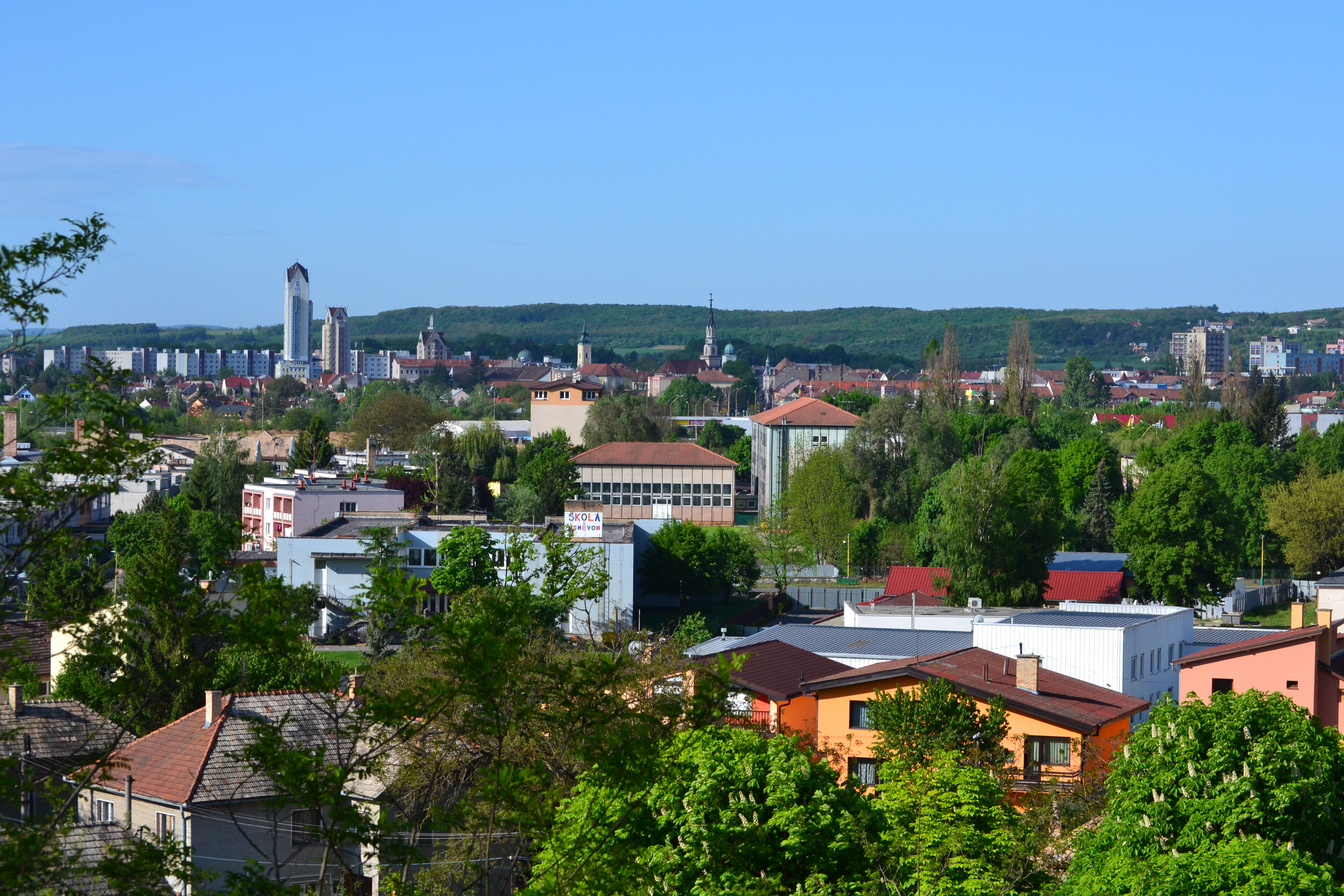
Lučenec
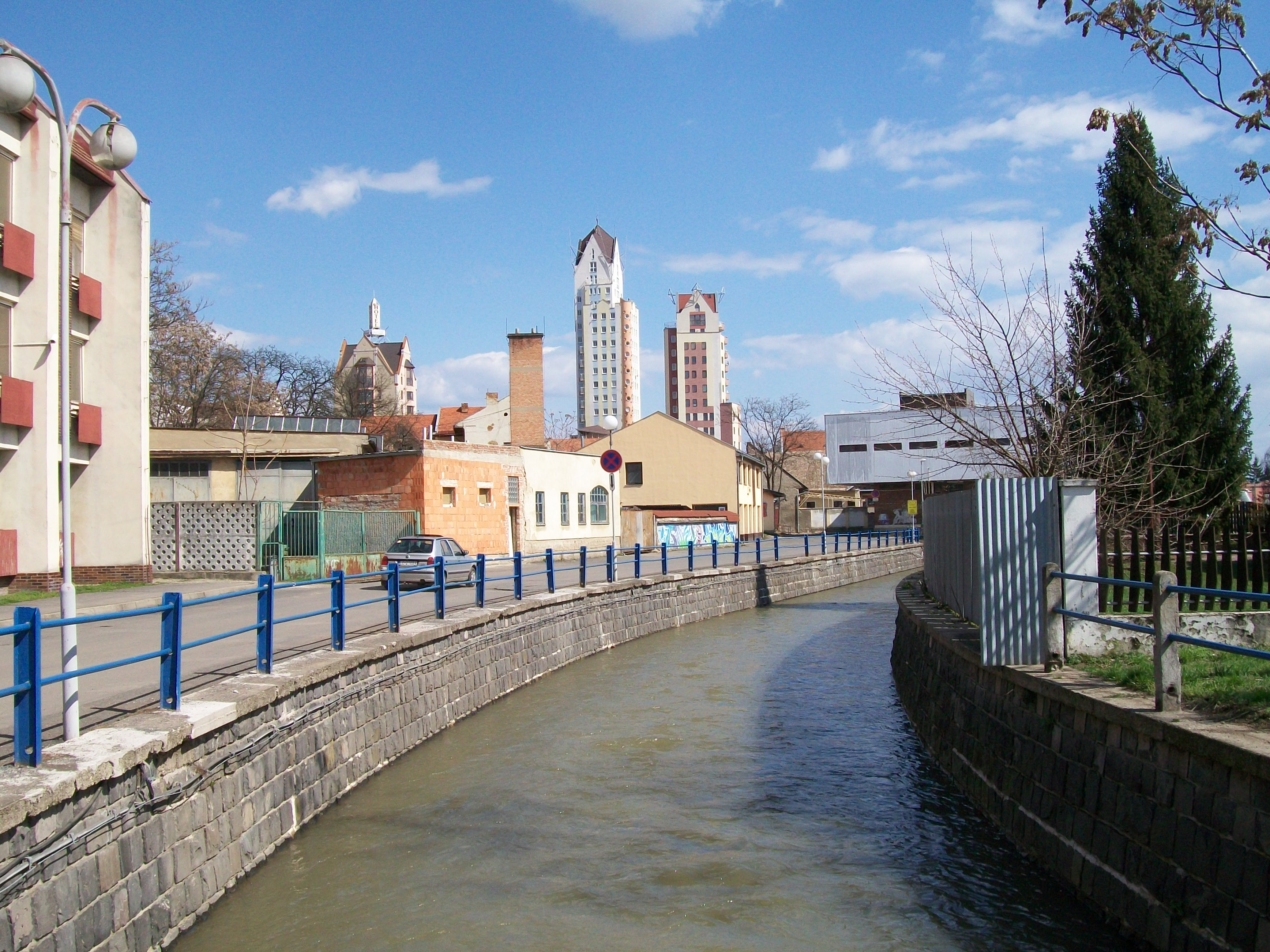
Lučenec
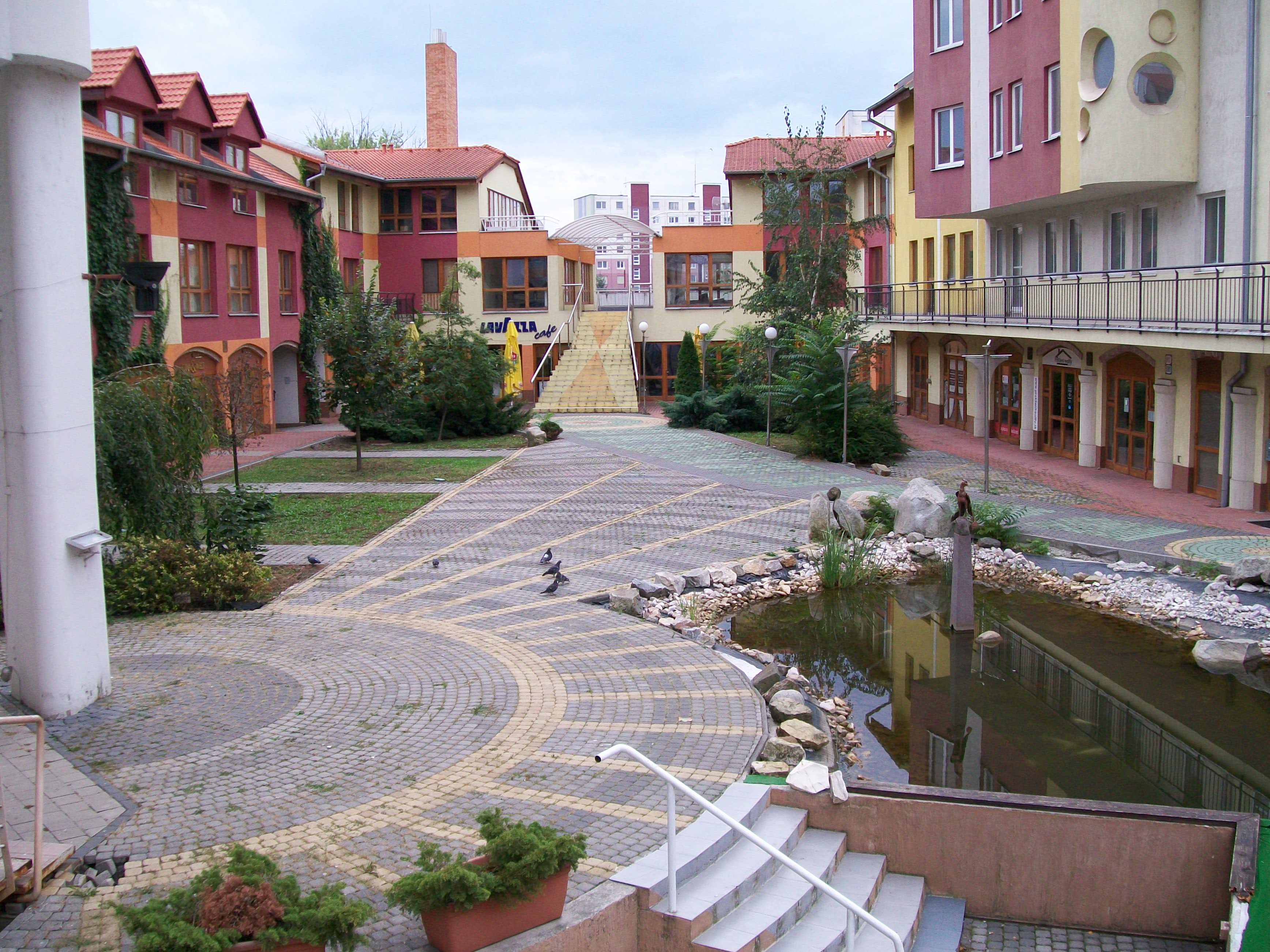
Lučenec